# Залмен Розенталь
Золмен Розенталь (Залман Срулевич Розенталь, варіанти імені: Золмен, Залмен, Залмен і Залман Роз(е)нталь ; їд. זלמן ראָזענטאַל‎ у південному діалекті місця народження письменника вимовляється Золмен ; 1889, Теленешти, Оргеєвський повіт Бессарабської губернії — 19 березня 1959, Кишинів) — бессарабський єврейський письменник, поет і фольклорист, педагог, редактор, журналіст. Писав на їдиші та на івриті.

## Життєпис

### Походження та навчання
Золмен Розенталь народився 1889 року в бессарабській єврейській землеробській колонії Теленешти (тепер райцентр Теленештського району Молдови) одним із десяти дітей у сім'ї орендаря. Племінник прозаїка Лейзера-Дувіда Розенталя (1856, Хотин — 1932, Одеса), який з 1861 по 1918 роки жив в Теленештах, писав літературні праці на їдиші та здійснив численні переклади російської класичної літератури. Золмен навчався в хедері, екстерном склав іспити за початковий гімназичний курс в Одесі і вступив до восьмого класу гімназії, а потім до Новоросійського університету.
У 1914 році заснував єврейську школу в Теленештах, де викладав до переїзду в Кишинів у 1919 році. Дебютував оповіданнями у варшавській газеті Мордхе Спектора «Ундзер Лебм» (Наше життя) під псевдонімом Ш. Ашкеназі у 1910 році. Активно публікувався в одеській пресі (вірші та нариси); в 1917 році служив штатним співробітником одеської газети «Дос Найє Лебм» (Нове життя). З 1918 року в Одесі одна за одною почали виходити книги віршів та оповідань для дітей та дорослих: «Ліделех» (Пісеньки, 1918), «Дос Вундер Цигл» (Чудова кізочка, 1919), «Унтер Ельоһус Бойм» (Під деревом 1919), «Дос Найє Лебм» (Нове життя, оповідання, 1919), «Дос Цігеле Бам Вігеле» (Кізочка у колиски), «Дер Кречмер» (Корчмар), «Майселех Фар Кіндер» (Історії для дітей).

### Літературна діяльність
У Кишиневі редагував щоденну газету «Дер Ід» (Єврей, 1920—1922). З 1923 року і до заборони єврейської преси в Румунії в лютому 1938 року був головним редактором єдиної щоденної єврейської газети Румунії «Ундзер Цайт» (Наш час) у Кишиневі. Газета мала славу найпопулярнішого з усіх 22 єврейських періодичних видань Бессарабії (27 % єврейських сімей краю регулярно передплачували її), поширювалася в інших країнах. Також у Кишиневі видавав щомісячний часопис для дітей «Фар Ідішн Кінд» (Для єврейської дитини, дитячий додаток до газети «Унзер Цайт», 1925—1928 і 1936), керував редколегією дитячого журналу на івриті «Ешколот» (з яким співпрацювали Яків Фіхман та С.Бен-Ціон, 1923—1929). Крім кишинівських періодичних видань, співпрацював з «Ді Велт» (Мір, Берлін), «Літераріше Блетер» (Літературні листки, Варшава), «Ерец-Ісроел Цайтунг» (Газета Землі Ізраїлю, Тель-Авів) та іншими. Протягом 1920-1930-х років регулярно друкував свої оповідання з життя бессарабських євреїв, частина з яких були видані в Кишиневі окремою книгою «Фун Майн Ейм» (З мого дому) у 1936 році. У 1926—1927 роках висвітлював процес Шварцбарда про вбивство в Парижі лідера Директорії УНР Симона Петлюри. Ці репортажі вийшли окремою книгою в 1927 році (Дер Шварцбурд-Процес, Кишинів). Тричі відвідав Палестину і в 1938 році опублікував книгу дорожніх нарисів «Ундзер Ланд» (Наша Земля, Кишинів). Писав дитячі історії та публіцистичні репортажі для різних періодичних видань та на івриті (дві збірки оповідань для дітей вийшли в Кишиневі в 1939 році), перекладав з румунської мови на їдиш (окремою книгою в 1930-му році вийшов роман Еуджена Геравану «Дер Ейбікер» — Вічна жертва), разом з К. А. Бертіні (Голергантом) та Д. Вінницьким редагував івритські навчально-педагогічні видання «Мін һаЦад» (З боку, 1938) і «Пінкасі» (Зошит, 1939), спільно з Яковом Кучером «Передот» (Мули, 1935) « Тарбут у Бессарабії» (1938—1939).

### Фольклористика
Починаючи з 1910-х років, Розенталь досліджував бессарабський єврейський фольклор, зібрав понад 300 народних пісень, третина яких увійшла до виданого Хаїмом Бяліком, І. Х. Равницьким і А. Друяновим у Тель-Авіві збірка Решумот (1919) та інші Решумот-2 (Тель-Авів, 1927). Сам написав безліч віршів у народному стилі, деякі з яких стали народними піснями, наприклад «Ба Дем Тайхл» (У річки), «С'із Цеброхн Ундзер Дехл» (Розбитий наш дах), «С'із А Фрост — С'із А Мехайє» (На дворі морозець — краса), і «Ба Дем Штетл Штейт А Штибл» (Стоїть у містечку будиночок, 1925) з мелодією кантора Мойше Ойшера. Остання пісня широко популярна в клезмерському середовищі досі, є не менше двох десятків записів різними виконавцями та колективами (перше виконання Мойше та Фрейделе — брата та сестри Ойшерів). Значна частина виданих фольклористом Алтером Друяновим у 3-х томах народних жартів та анекдотів (1935-38) була записана Розенталем.

### Останні роки
Після приєднання Бессарабії до СРСР 12 липня 1940 року Золмена Розенталя було заарештовано, 18 січня 1941 року засуджено на 8 років виправно-трудових таборів як «активного учасника буржуазно-націоналістичної течії сіонізму», потім ще на 6 років примусових робіт в Озерному таборі МВС в Архангельській області . Дружину та двох дочок письменника вислали з міста на поселення.
Повернувся до Кишинева важко хворим після звільнення в 1954 році, працював у швейній артілі в одному з передмість міста і через 5 років помер (за деякими даними в Теленештах). Похований на Кишинівському єврейському цвинтарі. Реабілітований посмертно рішенням прокурора Молдавської РСР від 5 червня 1989 року.
Ще за життя автора в Єрусалимі вийшла збірка дитячих казок (1940), а також нарисів та оповідань (Тель-Авів, 1949) Розенталя у перекладах на іврит. За ними були переклади на іврит Чудесної кізочки (Тель-Авів, 1960) і двомовні збори обраних творів (Тель-Авів, 1997, ідиш та іврит) під редакцією Бориса Сандлера .

### Родина
Дружина — оперна співачка Берта Розенталь (до шлюбу Фукс, пом. 1957).
Донька — піаністка, концертмейстерка та музичний педагог, доцент Кишинівського інституту мистецтв імені Г. Музическу Цита Залманівна Розенталь (у шлюбі Гольдгалер, нар. 1933).
Онук — художник Залман Гиличинський — організатор Інформаційного центру допомоги жертвам антисемітизму в Ізраїлі — першої організації, яка поставила за мету звернути громадську увагу на проблему антисемітських інцидентів у цій країні.

### Окремі книги на їдиші
- לידעלעך (ліделех — пісеньки, для дітей), Дос Найє Лебм: Одеса, 1918.
- דאָס װוּנדער-ציגל (дос вундер-цигл — чудова кізочка), Одеса, 1919.
- אונטער אליהוס בױם (унтер Ельоһус бойм — під древом Іллі), Одеса, 1919.
- דאָס נײַע לעבן (дос найє лебм — нове життя, оповідання), Одеса, 1919.
- דער שװאַרצבאָרד-פּראָצעס: פּאַריז 1926 — אָקטאָבער 1927 (дэр Шварцбурд-процесс — процесс Шварцбарда: Париж, 1926 — окт. 1927), 2-е издание, Ундзэр Цайт: Кишинёв, 1927.
- פֿון מײַן הײם (фун майн ейм — з мого будинку, оповідання), С. Розенштройх: Кишинів, 1936.
- אונדזער לאַנד: רעפּאָרטאַזשן (ундзер ланд — наша земля: репортажі), Фрайнт Фун Ідішн Бух (друкарня С. Розенштройха): 9 Кишинёв.
- געקליבענע װערק (геклібене верк / мівр ктавим — обрані твори, ідиш і іврит), під редакцією Б. Сандлера, М. Котика і Я. Мазора, Ігуд Оламі Ієхудеї9 Беса.

### Фольклористика
- Ширей-Ам (Народні пісні), Решумот, Тель-Авів, 1919.
- Ширей-Ам (Народні пісні), Решумот II, Тель-Авів, 1927.

### На івриті
- הרשלי וחלומו (пригоди Гершеле з Острополя), «Тарбут у Бессарабії», друкарня «Технік» — М. Дектор: Кишинев, 1939.
- חליפה למתנה (халіфа лематану — костюм у подарунок, дитячі історії), «Тарбут»: Кишинів, 1939.
- Нахум Бореах (Нахум тікає), Єрусалим, 1940.
- Анашим у-Ргавім (Люди та ріллі: нариси та оповідання), Тель-Авів, 1949.
- גדי הפלאות (Гди һаПлаот — Чудовий козлик: вибрані оповідання та казки у перекладі Іцхака Співака), Явна: Тель-Авив, 1960 (זלמן רוזנטל, גדי הפלאות: ספורים ואגדות; תרגם: יצחק ספיבק, תל אביב: יבנה, תשכ"א) .